# Депутаты Национального собрания от департамента Орн

Результаты выборов в Национальное собрание 2022 г.

Результаты выборов в Национальное собрание 2017 г.

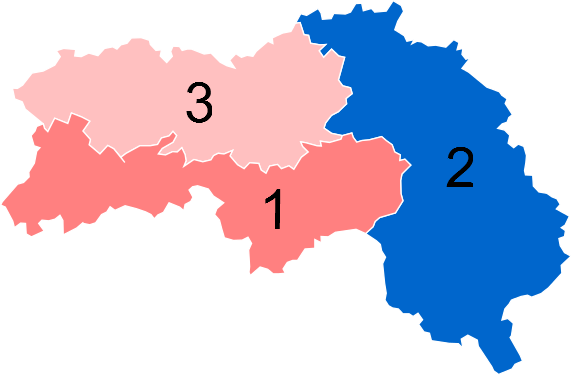
Результаты выборов в Национальное собрание 2012 г.

|  | Номер округа | Депутат        | Партия                  |
|  | ------------ | -------------- | ----------------------- |
|  | 1            | Шанталь Журдан | Социалистическая партия |
|  | 2            | Вероник Луваги | Республиканцы           |
|  | 3            | Жером Нюри     | Республиканцы           |

|  | Номер округа | Депутат        | Партия                  |
|  | ------------ | -------------- | ----------------------- |
|  | 1            | Шанталь Журдан | Социалистическая партия |
|  | 2            | Вероник Луваги | Республиканцы           |
|  | 3            | Жером Нюри     | Республиканцы           |

|  | Номер округа | Депутат                     | Партия                  |
|  | ------------ | --------------------------- | ----------------------- |
|  | 1            | Жоаким Пюйо/ Шанталь Журдан | Социалистическая партия |
|  | 2            | Вероник Луваги              | Республиканцы           |
|  | 3            | Жером Нюри                  | Республиканцы           |

|  | Номер округа | Депутат        | Партия                    |
|  | ------------ | -------------- | ------------------------- |
|  | 1            | Жоаким Пюйо    | Социалистическая партия   |
|  | 2            | Вероник Луваги | Союз за народное движение |
|  | 3            | Ив Гоадуэ      | Социалистическая партия   |

|  | Номер округа | Депутат        | Партия                    |
|  | ------------ | -------------- | ------------------------- |
|  | 1            | Ив Деньо       | Союз за народное движение |
|  | 2            | Жан-Клод Ленур | Союз за народное движение |
|  | 3            | Сильвия Бассо  | Союз за народное движение |

|  | Номер округа | Депутат        | Партия                    |
|  | ------------ | -------------- | ------------------------- |
|  | 1            | Ив Деньо       | Союз за народное движение |
|  | 2            | Жан-Клод Ленур | Союз за народное движение |
|  | 3            | Сильвия Бассо  | Союз за народное движение |